# Windward Islands
Windward Islands er de sydlige, generelt større øer i de Små Antiller, i Vestindien. De ligger syd for Leeward Islands. Som gruppe starter de med Dominica og forstætter mod syd til nord for Trinidad & Tobago.

## Geografi
Dominica danner skillelinjen mellem Windward og Leeward islands. Guadeloupe og øerne sydd der for blev oprindeligt defineret son "Windward Islands". Senere blev alle øer nord for Martinique regnet for "Leeward Islands".
Fartøjer i den Atlantiske slavehandel afgik fra British Gold Coast and Guineabugten i Afrika ville først støde på de sydligste "Windward" islands i de Små Antiller på deres vest-nordvestliger rute til deres bestemmelsessteder i Caribien og Nord og Centralamerika. Kæden af øer danner den østlige grænse af det Caribiske Hav.
De fleste af de nuværende "Windward Islands" var tidligere franske koloniterritorier kendt som de Franske Antiller.

## Hovedøerne
Der er mere end 90 øer i øgruppen Windward Islands men hovedøerne er:
- Dominica (formerly administered as part of the colonial Leeward Islands)
- Martinique
- Saint Lucia
- Saint Vincent og Grenadinerne
- Grenada

## Eksterne kilder og henvisninger
1. 1 2  "Windward Islands". Encyclopaedia Britannica. [A] line of West Indian islands constituting the southern arc of the Lesser Antilles, at the eastern end of the Caribbean Sea, between latitudes 12° and 16° N and longitudes 60° and 62° W. They include, from north to south, the English-speaking island of Dominica; the French département of Martinique; the English-speaking islands of Saint Lucia, Saint Vincent, and Grenada; and, between Saint Vincent and Grenada, the chain of small islands known as the Grenadines. Though near the general area, Trinidad and Tobago (at the south end of the group) and Barbados (just east) are usually not considered part of the Windward Islands.
2. ↑  Chapter 4 - The Windward Islands and Barbados - U.S. Library of Congress
3. ↑  "Windward Islands". Footprint Travel Guides. Arkiveret fra originalen 25. december 2018. Hentet 23. marts 2013.

- Wikimedia Commons har flere filer relateret til Windward Islands

14°N 61°V / 14°N 61°V